# Liebe auf den zweiten Blick (1947)
Liebe auf den zweiten Blick ist eine US-amerikanische Filmkomödie aus dem Jahr 1947 von Gregory La Cava mit Gene Kelly und Marie McDonald in den Hauptrollen. Der Film wurde von Metro-Goldwyn-Mayer produziert und ist die letzte vollständige Regiearbeit von Gregory La Cava.

## Handlung
Während des Zweiten Weltkrieges ist Leo Gogarty Pilot bei der Armee. Kurz bevor er in den Krieg zieht, verbringt er einen letzten Abend mit seiner Frau Margaud Morgan, die er erst neun Tage zuvor kennengelernt hat. 
Nach drei Jahren kehrt Leo heim. Mit seinem Kameraden Schultz überrascht er Margaud bei einer Poolparty mit seiner Rückkehr. Margaud hat sich in der Zwischenzeit zu einer verwöhnten Egoistin gewandelt und weist ihren Mann ab. Leo und Margaud haben heimlich geheiratet, so dass niemand von ihrer Ehe weiß. Leo freundet sich mit Margauds Großmutter Abigail an und setzt sie so unter Druck. Margaud gesteht ihrer angesehenen Familie ihre Ehe, doch sie beschuldigt Leo gleichzeitig, sie übertölpelt zu haben. Leo ignoriert ihre Forderung nach einer Scheidung und weigert sich, das Haus zu verlassen.
Mit seinem altmodischen Charme umwirbt Leo Margaud, die sich schon bald zu ihm hingezogen fühlt. Abigail überschreibt derweil ihr altes Haus an Leo und seine Kriegskameraden. In das Haus zieht auch die Kriegswitwe Peggy Randall mit ihrem Sohn ein. Leo will das Haus als Heim für Veteranen ausbauen, was Margaud dazu bewegt, Badewannen für das Projekt zu spenden. Leo und Peggy freunden sich an, was Margaud eifersüchtig werden lässt. Sie überdenkt ihre Beziehung zu Leo. Ihr wird klar, dass sie ihn wirklich liebt. Sie nimmt Abstand von ihren Scheidungsabsichten.
Leo hingegen hat die Hoffnung auf eine Fortsetzung der Ehe aufgegeben und willigt in die geforderte Scheidung ein. Erst die Hilfe seiner Kameraden und Abigail verhindert die Scheidung. Leo und Margaud ziehen in das Veteranenhaus und leben das erste Mal als Ehepaar zusammen.

## Produktion
Gedreht wurde der Film von Mitte Juli 1946 bis Ende Januar 1947 in den MGM-Studios in Culver City.
Laut einer Biografie über Gene Kelly, hasste dieser die Zusammenarbeit mit Marie McDonald. Zudem mussten die Dreharbeiten wegen eines Streiks unterbrochen werden. Kelly trat als einer der Schlichter des Streiks in Erscheinung. 
Das Originaldrehbuch beinhaltete nur eine Tanznummer. Alle weiteren Tanznummern wurden durch Kelly erdacht und in Nachdrehs in den Film eingefügt.

## Stab und Besetzung
Cedric Gibbons und William Ferrari waren die Art Directors, Edwin B. Willis und Jack D. Moore die Szenenbildner. Douglas Shearer war für den Ton verantwortlich. Stanley Donen choreografierte die Tänze.
In kleinen nicht im Abspann erwähnten Nebenrollen traten Ernie Adams, Wilson Benge, Barbara Billingsley, James Burke, Georgia Caine, Ellen Corby, Margia Dean, Paul Harvey, Olin Howland, Jimmy Hunt, Charles Lane, Irene Tedrow, Pierre Watkin, Marie Windsor und Shelley Winters auf.

## Synchronisation
Die deutsche Synchronfassung entstand 1988 durch die Interopa Film, Berlin.
| Rolle                | Schauspieler      | Deutscher Synchronsprecher |
| -------------------- | ----------------- | -------------------------- |
| Leo Gogarty          | Gene Kelly        | Lutz Mackensy              |
| Margaud Morgan       | Marie McDonald    | Sabine Thiesler            |
| D. Rutherford Morgan | Charles Winninger | Klaus Miedel               |
| Peggy Randall        | Phyllis Thaxter   | Susanna Bonasewicz         |
| Minerva Morgan       | Spring Byington   | Bettina Schön              |
| Abigail Morgan       | Jean Adair        | Tilly Lauenstein           |
| Everett Smythe       | Clinton Sundberg  | Norbert Gescher            |
| Schultz              | William Phillips  | Engelbert von Nordhausen   |

## Veröffentlichung
Die Premiere des Films fand am 10. Juni 1947 in Los Angeles statt. In der Bundesrepublik Deutschland wurde er am 31. Juli 1988 im deutschen Fernsehen ausgestrahlt.

## Kritiken
Das Lexikon des internationalen Films schrieb: „Der Film spielt auf die miserable Situation der amerikanischen Kriegsteilnehmer nach 1945 an, bietet aber nur lustspielhaftes Getue mit sentimentalen Klischees; bemerkenswert sind allein die von Stanley Donen und Gene Kelly inszenierten Tanzeinlagen als brillante Stilübungen für Kellys spätere Meisterleistungen.“
Die Filmzeitschrift Cinema befand: „Der letzte Film von Regisseur Gregory La Cava war zwar seinerzeit ein Flop im Kino, ist aber trotzdem ansehnlich.“
Der Kritiker des TV Guide sah einen erfinderischen Gene Kelly, der sich in eine uninspirierte Geschichte tanzte.